# パライアズ・チャイルド
『パライアズ・チャイルド』（Pariah's Child）は、フィンランドのパワーメタルバンド、ソナタ・アークティカが2014年に発表した8作目のスタジオ・アルバム。日本で先行発売された。本作よりパシ・カウッピネンが加入した。

## 背景
2013年8月、バンドはマルコ・パーシコスキの脱退とパシ・カウッピネンの加入を発表。同年11月、カウッピネンとヘンリク・クリンゲンベリはサイレント・ヴォイシズのメンバーとしてアルバム『Reveal the Change』をリリースしており、同アルバムにはトニー・カッコもゲスト参加した。
トニー・カッコは本作の音楽性について「昔のソナタに敬意を表して、パワーメタルのスタイルの要素が強くなっている」と語っている。

## 反響
フィンランドのアルバム・チャートでは自身3度目の1位を獲得し、合計12週にわたりトップ50入りした。アメリカでは総合アルバム・チャートのBillboard 200には入らなかったが、『ビルボード』のトップ・ヒートシーカーズでは6位、ハード・ロック・アルバム・チャートでは22位に達した。

## 収録曲
全曲ともトニー・カッコ作。
1. ザ・ウルヴズ・ダイ・ヤング - "The Wolves Die Young" - 4:11
2. ランニング・ライツ - "Running Lights" - 4:23
3. テイク・ワン・ブレス - "Take One Breath" - 4:18
4. クラウド・ファクトリー - "Cloud Factory" - 4:16
5. ブラッド - "Blood" - 5:54
6. ホワット・ディド・ユー・ドゥ・イン・ザ・ウォー、ダッド? - "What Did You Do in the War, Dad?" - 5:12
7. ハーフ・ア・マラソン・マン - "Half a Marathon Man" - 5:43
8. エックス・マークス・ザ・スポット - "X Marks the Spot" - 5:21
9. ラヴ - "Love" - 3:46
10. ラージャー・ザン・ライフ - "Larger Than Life" - 10:06

### 日本盤ボーナス・トラック
1. ノー・ペイン - "No Pain" - 5:26

## 参加ミュージシャン
- トニー・カッコ - ボーカル、キーボード、プログラミング
- エリアス・ヴィルヤネン - ギター
- ヘンリク・クリンゲンベリ - キーボード
- パシ・カウッピネン - ベース
- トミー・ポルティモ - ドラムス

アディショナル・ミュージシャン
- Laura Hynninem - ハープ (on #3, #10, #11)
- Jaakko Koskinen - ザ・プリーチャー(on #8)
- International Lowerflabbi Congregation Choir - クワイア(on #8)
- Masi Hukari - スポークン・ワード(on #5)、フルート (on #7)
- Funky Buttapplause Group - クラッピング(on #4)
- Mikko P. Mustonen - オーケストレーション(on #10)
- M&N - バッキング・ボーカル(on #3, #6)
- Leena - ウルフ・ハウル(on #5)